# Isidro Francisco de Paula Mesquita e Silva
Isidro Francisco de Paula Mesquita e Silva (? — ?) foi um político brasileiro.
Foi vice-presidente da província de Pernambuco, exercendo a presidência interinamente de 2 de maio a 4 de junho de 1844.